# 高燕镇
高燕乡，是中华人民共和国重庆市城口县下辖的一个乡镇级行政单位。

## 行政区划
高燕乡下辖以下地区：
来凤村、大园村、泰山村、青山村、长田村、五峰村、河岸村、坪原村、新军村、红军村、凉桥村、西沟村、国丰村和星光村。